# Roadsters
Roadsters (aussi appelé Roadsters Trophy ou Roadsters 99) est un jeu vidéo de course sorti en 1999 sur Nintendo 64, PlayStation, Dreamcast et Game Boy Color. Le jeu a été développé et édité par Titus Software.

## Système de jeu
Le jeux contient trois pilote et douze piste.

## Accueil
- Jeuxvideo.com : 14/20 (N64)[2]
- Nintendo Power : 7,5/10 (N64)[3]